# Claude Autant-Lara
Claude Autant-Lara (ur. 5 sierpnia 1901 w Luzarches, zm. 5 lutego 2000 w Antibes) – francuski reżyser i scenarzysta filmowy.

## Życiorys
Syn architekta Édouard Autanta i aktorki Louise Lary. W trakcie I wojny światowej przebywał wraz z matką na emigracji w Wielkiej Brytanii. Po powrocie do Francji kształcił się w szkole artystycznej École des Beaux-Arts. Początkowo współpracował jako dekorator i kostiumograf z Marcelem L’Herbierem, Fernandem Légerem, Albertem Cavalcantim, a także z Jeanem Renoirem przy filmie Nana. Pod koniec lat 20. zrealizował swój pierwszy film panoramiczny – Construire un feu, współpracując z profesorem fizyki Henrim Chrétienem.
Od tego czasu regularnie zajmował się reżyserią filmową. Rozpoznawalność międzynarodową zyskał m.in. filmem Diabeł wcielony (1947). Tworzył także satyry filmowe (Czerwona oberża z 1951, Czarny rynek w Paryżu z 1956), dramaty obyczajowe (Na wypadek nieszczęścia z 1958), filmy wojenne (Nie zabijaj z 1961). Reżyserował również adaptacje dzieł literackich: Czerwone i czarne według Stendhala (1954), Gracz według Fiodora Dostojewskiego (1958), Hrabia Monte Christo według Alexandre'a Dumasa (1961). Okazjonalnie opracowywał także scenariusze filmowe (m.in. do Czerwonej oberży). W latach 60. stał się przedstawicielem nurtu filmowego nowej fali. W 1965 wyreżyserował kontrowersyjną produkcję Pamiętnik pani doktor. Ostatnim jego filmem był dramat Gloria z 1977.
W jego filmach grali m.in. Jean Gabin, Fernandel, Bourvil i Danielle Darrieux
W 1989 z ramienia Frontu Narodowego uzyskał mandat posła do Parlamentu Europejskiego III kadencji, z którego zrezygnował jeszcze w tym samym roku. Jako najstarszy deputowany wygłosił mowę na sesji inauguracyjnej, w trakcie której większość posłów opuściła salę obrad. Wzbudził następnie kontrowersje swoimi dywagacjami dotyczącymi pochodzenia Simone Veil. Ustąpił wówczas również z funkcji wiceprzewodniczącego francuskiej akademii sztuk pięknych (Académie des beaux-arts).

## Wybrana filmografia (jako reżyser)
- 1933: Ciboulette
- 1937: Sprawa kuriera z Lyonu
- 1942: Małżeństwo gałganka
- 1943: Douce
- 1946: Sylwia i upiór
- 1947: Diabeł wcielony
- 1949: Zajmij się Amelią
- 1951: Czerwona oberża
- 1953: Komunia bez spowiedzi
- 1954: Czerwone i czarne
- 1955: Perła nocy
- 1956: Czarny rynek w Paryżu
- 1958: Na wypadek nieszczęścia
- 1958: Gracz
- 1959: Zielona kobyła
- 1961: Nie zabijaj
- 1961: Hrabia Monte Christo
- 1961: Niech żyje Henryk IV i niech żyje miłość!
- 1963: Szkatuła pani Józefy
- 1965: Pamiętnik pani doktor
- 1969: Ziemniaki
- 1977: Gloria